# زالسنا زهور
زالسنا زهور (به لاتین: Zálesná Zhoř) یک منطقهٔ مسکونی در جمهوری چک است که در شهرستان برنو-ونکوو واقع شده‌است. زالسنا زهور ۵٫۳۴ کیلومتر مربع مساحت و ۴۳ نفر جمعیت دارد و ۴۴۳ متر بالاتر از سطح دریا واقع شده‌است.